# Гонсалвес, Кенлин
Кенлин Гонсалвес (англ. Kenlyn Gonsalves; 16 марта 1976) — футболист, выступавший за сборную Сент-Винсента и Гренадин. Участник Золотого кубка КОНКАКАФ 1996.

## Карьера в сборной
В 1996 году Гонсалвес вошёл в состав сборной Сент-Винсента и Гренадин на Золотой кубок КОНКАКАФ 1996. На турнире он принял участие в одной игре против сборной Мексики (0:5), в которой был заменён на 52-й минуте. По итогам группового этапа сборная Сент-Винсента не набрала очков и завершила выступление на турнире.
В дальнейшем он продолжал выступать за сборную и был участником трёх отборочных турниров чемпионатов мира.